# スタントジャパン
スタントジャパン（STUNT JAPAN） は、東京都板橋区に所在するスタント専門の芸能事務所。正式名称は有限会社STUNT JAPAN。

## 概要
元ジャパンアクションクラブ、元ワイルドスタント設立メンバーの辻井啓伺が2005年に設立。
スタントマン、スタントコーディネイターや俳優のマネージメントの他にも、撮影用の劇用馬のコーディネイトや劇用馬スタントも行っている。

## 所属者
- STUNT TEAM Gocoo（スタント・チーム ゴクゥ）（スタントマン・スタントコーディネイト）
  - 辻井啓伺
  - 田渕景也
  - 森﨑えいじ
  - 出口正義
  - 関田安明
  - 雲雀大輔
  - 高槻祐士
  - 江澤大樹
  - 広森春樹
  - 藤田けん
  - 飯田愛美
  - 高嶋宏一郎
  - 菅原将暉
  - 高橋すみれ
  - 大橋広明
  - 渡辺諒
  - 福村翔太
  - 小澤雄喜
  - 大槻響
  - 紫竜
  - 石飛雄太
  - 島野知也
  - 掛川将希
  - 安藤奈津美
  - 菅原沙衣
  - 鈴木心
  - 伊藤壮佑
  - 福元理恵子
  - 大賀辰次朗

- Gocoo ENTERTAINMENT（ゴクゥ エンターテイメント）（俳優活動を主とする）
  - 伊藤佳範
  - 尾崎一彦
  - 叶雅貴
  - 川勝折れ木
  - 後藤健
  - 俵広樹
  - 中山孟
  - 津野岳彦
  - Velo武田
  - 横内直人
  - 花雅里
  - 鎌田和朗
  - 生谷一樹

- 業務提携
  - 磯村竜太
  - 西絢野
  - 野崎亨類
  - ソラン
  - 大崎嬉
  - 小柳摩希子
  - ハヤテ真青[6]

## 過去の所属者
- 大藤直樹
- 花田奈美（フリー）
- 舟山弘一（2018年死去）

## アクション監督・監修・コーディネート

### 映画
- 進撃の巨人（2015年、監督・樋口真嗣）[7]
- ひどくくすんだ赤（2022年、監督・田中聡）[8]
- OUT（2023年、監督・品川ヒロシ）[9]

### テレビドラマ

#### 2005年以前
- 美少女戦士セーラームーン（2003年 - 2004年、TBSテレビ系）[10]
- 日曜劇場（TBSテレビ系）
  - 砂の器（2004年）[10]
  - 逃亡者 RUNAWAY（2004年）[10]
  - いま、会いにゆきます 第5話・最終話（2005年7月31日・9月18日） - スタントコーディネート〈田渕〉[11]
- 3年B組金八先生 第7シリーズ 第5回・最終回（2004年11月22日・2005年3月25日、TBSテレビ系） - アクロバット指導〈田渕〉[12]
- Mの悲劇（2005年、TBSテレビ系）[10]
- 青春の門-筑豊篇-（2005年、TBSテレビ系）[10]
- 柳生十兵衛七番勝負（2005年、NHK総合）[10]
  - 柳生十兵衛七番勝負 島原の乱（2006年、NHK総合）
  - 柳生十兵衛七番勝負 最後の闘い（2007年、NHK総合）
- 松本清張特別企画
渡された場面（2005年、BSジャパン・テレビ東京）[10]
- 金曜ドラマ タイガー&ドラゴン 第5話（2005年5月13日、TBSテレビ系）[10]
- 広島・昭和20年8月6日（2005年、TBSテレビ系）[10]

#### 2005年以降
- 日曜エンターテインメント クロハ〜機捜の女性捜査官〜（2015年2月22日、テレビ朝日系） - アクション監督〈田渕〉[13]
- 風の向こうへ駆け抜けろ（2021年12月18日・25日、NHK総合） - アクション指導〈辻井〉[14]
- 連続ドラマW 両刃の斧（2022年11月13日 - 12月18日、WOWOWプライム） - アクションコーディネーター〈森﨑〉[15]

#### 2023年
- 土曜ドラマ 大病院占拠（1月14日 - 3月18日、日本テレビ系） - アクションコレオグラファー〈森﨑〉[16]
- 日曜劇場 VIVANT（2023年7月16日 - 9月17日、TBSテレビ系）

#### 2024年
- 土曜ドラマ 新空港占拠（1月13日 - 3月16日、日本テレビ系） - アクションコレオグラファー〈森﨑〉[17]
- NHKスペシャル 未解決事件 File.10 下山事件（2024年3月30日、NHK総合） - アクション指導〈高槻〉
- 黄金の刻〜服部金太郎物語〜（2024年3月30日、テレビ朝日系） - アクションコーディネート〈森﨑〉[18]
- 木曜ドラマ Believe-君にかける橋-（2024年4月25日 - 6月20日、テレビ朝日系） - スタントコーディネート〈辻井、森﨑〉
- 土ドラ10 潜入兄妹 特殊詐欺特命捜査官（2024年10月5日 - 12月14日、日本テレビ系） - アクション〈森﨑〉
- 月9 嘘解きレトリック（2024年10月7日 - 12月16日、フジテレビ系） - アクションコレオグラファー〈森﨑〉

## 出演
個人名が明らかな場合は、名字を記載する。

### テレビドラマ
- DRAMADAS ランボ一家の戦争（1990年9月17日 - 21日、関西テレビ）〈辻井〉[19]
- 木曜ドラマ ハヤブサ消防団 第5話（2023年8月17日、テレビ朝日系）〈生谷〉[20]
- 日曜劇場 VIVANT（2023年、TBSテレビ系）- バルカ国警察隊員・ボロルマー 役〈中山〉[21]
- 日曜劇場 VIVANT 第8話（2023年9月3日、TBSテレビ系）〈生谷〉[22]

### テレビ（バラエティなど）
- 私が女優になる日 season3（2023年11月26日、TBSテレビ）〈辻井、関田、大槻〉[23]
- 何か“オモシロいコト”ないの?（2023年12月4日、フジテレビ系）[24]〈菅原[25]〉

### 舞台
- 演劇集団キャラメルボックス2023クリスマスツアー クローズ・ユア・アイズ（2023年12月9日 - 10日（大阪）/ 12月20日 - 25日（東京）、演劇集団キャラメルボックス）〈島野〉[26]
- 「帰ってこい！伊賀の花嫁 その六」そうだ！ We're Alive編（2024年1月17日 - 21日、劇団方南ぐみ）〈ハヤテ[27]、菅原[28]〉

### 映画
- 実録・安藤昇侠道伝 烈火（2002年9月14日公開、監督：三池崇史、東映）〈出口、田渕、森﨑〉[29]
- あずみ2 Death or Love（2005年3月12日公開、監督：金子修介、東宝） - 金銀一味 役〈高槻〉[30]